# Капитан и враг
«Капитан и враг» (англ. The Captain and the Enemy) — последний по счёту роман английского писателя Грэма Грина, увидевший свет в 1988 году. На русский язык переведён Т. Кудрявцевой. 

## Сюжет
В 1950-е годы в Англии человек, известный как Капитан (а также как Кларидж, Кардиган, Карвер, Браун, Смит), забирает из школы-интерната сироту-подростка Виктора Бэкстера. Капитан утверждал, что выиграл мальчика в нарды у его отца по прозвищу Сатана. Капитан предложил Виктору жить вместе с Лизой, бывшей любовницей его отца, о которой Капитан заботился. Лиза всегда хотела собственного ребенка; Виктор стал для неё сыном. Сам Капитан вёл жизнь авантюриста; изредка заходил в гости к Лизе и Виктору. Его отношения с Лизой так и остались застенчивыми и неловкими, но Капитан всегда возвращался к ней, а она его ждала.
В 1970-е годы Капитан позвал к себе в Панаму Лизу и Виктора, известного теперь как Джим. Джим давно покинул дом и стал провинциальным журналистом; Лиза заболела и умерла. Джим вернулся домой после её смерти и обнаружил, что Капитан присылал Лизе деньги и любовные письма. На часто этих денег Джим отправился в Панаму и ничего не сказал Капитану о смерти Лизы. Джиму стало известно о сложных отношениях между  различными спецслужбами и Капитаном, бывшим контрабандистом марихуаны. Все же узнавший о смерти Лизы Капитан отправился со смертельно опасной миссией в Никарагуа; следом за ним погиб и Джим.

## Оценки
По оценке Ксении Атаровой, «роман этот во многом необычен для Грина — и силой лиризма, и ослабленностью философско-политической тематики».